# RD-120
Ne pas confondre avec le moteur RD-0120 propulsant le lanceur lourd Energia
Le RD-120 est un moteur-fusée à ergols liquides russe qui propulse le deuxième étage du lanceur moyen Zenit. Ce moteur de 83 tonnes de poussée dans le vide utilise un mélange de kérosène de grade RG-1 et d'oxygène liquide. Sur le plan technique il s'agit d'un moteur à combustion étagée. Le moteur a été développé spécifiquement pour la Zenit par le bureau d'études Glouchko qui fait aujourd'hui partie de NPO Energomash. Son premier vol a eu lieu en 1985. Une version plus puissante, le RD-120K, a été mise au point mais n'est jamais entrée en production,